# Ashley Westwood
Ashley Roy Westwood, né le 1er avril 1990 à Nantwich, est un footballeur anglais jouant au poste de milieu de terrain au Charlotte FC en MLS.

## Biographie
Le 7 janvier 2023, son transfert de Burnley FC au Charlotte FC est officialisé et il signe un contrat de deux ans avec la franchise de Major League Soccer.

## Palmarès

### En club
Aston Villa
- Finaliste de la Coupe d'Angleterre en 2015.